# Berniniella carinatissima
Berniniella carinatissima är en kvalsterart som beskrevs av Subías, Rodríguez och Mínguez 1987. Berniniella carinatissima ingår i släktet Berniniella och familjen Oppiidae. Inga underarter finns listade.